# Loverdrive
Loverdrive è l'album d'esordio del gruppo punk rock italiano The Fire.

## Tracce
1. Loverdrive – 2:48
2. Emily – 2:30
3. Suicide Girl – 2:50
4. Best Of The World – 3:29
5. Small Town Boy (cover dell'omonima canzone dei Bronski Beat) – 3:56
6. Unwish – 4:30
7. Ixis – 3:36
8. Waitin' 4 – 2:51
9. Erase Her Love – 3:14
10. Big Brother – 3:12
11. One Way Train – 2:38
12. Remedy – 4:37
13. Christmas Tale (inserita nella Christmas Edition) – 3:11
14. Mr. Unbreakable (inserita nella Christmas Edition) – 3:21

## Formazione
- Olly Riva - voce
- Andre - chitarra e voce
- Lou Castagnaro - chitarra
- Pelo - basso
- Alecs - batteria